# Alur, Bagalkot
Alur là một làng thuộc tehsil Bagalkot, huyện Bagalkot, bang Karnataka, Ấn Độ.